# Biserica de lemn din Nănești

Biserica de lemn din Năneşti, foto: ca 1928, în Muzeul Etnografic al Transilvaniei, arhiva Romulus Vuia.

Biserica de lemn din Nănești, cu hramul „Nașterea Maicii Domnului”, s-a aflat în cimitirul satului Nănești din județul Maramureș. A fost înlocuită în 1936 de un nou lăcaș de lemn. Datarea dendrocronologică a câtorva lemne din vechea biserică, salvate într-un grajd din sat, fixează ridicarea ei parțial în secolul 16, parțial înainte de mijlocul secolului 17. Biserica de lemn a fost surprinsă în câteva imagini de epocă, care identifică o biserică joasă, cu un acoperiș simplu, caracteristică celor mai vechi biserici din Maramureș.

## Istoric

### În Valea Pomilor
Bătrânii satului Nănești au păstrat în amintire ridicarea inițială a vechii lor biserici de lemn în partea de nord a satului, la hotarul cu satul vecin Oncești, „în Valea Pomilor, cătă borcut”. În acel loc biserica „o fo o chiliuță mnică”, pentru numai câteva familii. În completare se știe că „la bisericuța cee mnică, la Valea Pomilor, n-o fost decât toacă”, adică biserica nu avusese clopote și turn, iar chemarea la ritualurile cuvenite se făcea numai cu o toacă agățată de un perete sau într-un copac. Vechimea acestei biserici este recuperată de cecetarea dendrocronologică a bârnelor refolosite într-un grajd din sat. Prima etapă a existenței ei este fixată de câteva probe în secolul 16. Majoritatea probelor indică o a doua etapă de construcție, un secol mai târziu, între anii 1644-1650. Este posibil ca cea de a doua etapă să surprindă momentul transferării bisericii din Valea Pomilor și reconstruirii ei în vatra satului, „pe podurile bisericii”, unde stă azi și noua biserică de lemn.

### În vatra satului
Odată cu aducerea și reconstrucția bisericii de lemn în vatra satului, „pe poduri”, a fost ridicat probabil și turnul bisericii, pentru două clopote. Pridvorul poate că a fost tot atunci adăugat sau în secolul următor. Această biserică a fost vizitată de conscriptori în 17 mai 1774, care au consemnat că era ridicată din lemn „sub familia Vancsa ... ante tre secula extructa”, stând sub patronajul familiei Vancea. Încă de atunci i se atribuia o vârstă venerabilă, aproximată la trei secole.
La începutul secolului 19 biserica a trecut printr-o nouă metamorfoză, marcată de zugrăvirea ei interioară. Despre această lucrare aflăm din inscripțiile copiate de Ioan Bârlea din interiorul naosului. Astfel pe iconostas, la strana din stânga, era însemnat: „În anul Domnului 1809 s'au zugrăvit această sfântă beserică cu cheltuiala satului și cu purtarea de grije a precinstitului domn Rednic Thodor, protopop al ierașului de jos a Coseului; 1809.”. La strana din drepta apărea în completare: „Și am zugrăvit această sfântă beserică cu Hodor Toader, zugrav din Vișeu de Mijloc, pentru o sută de florinți, fără de altariu.”
Vechea biserică a fost demolată și înlocuită de actuala biserică de lemn în anul 1936. Din lemnele ei s-au ridicat o casă și un grajd. Grajdul s-a păstrat până la începutul mileniului trei.

## Trăsături
Din puținele imagini cunoscute se disting exteriorul și elevația vechii biserici de lemn. Construcția avea dimensiuni modeste, fiind ridicată din bârne de stejar încheiate în pereți drepți cu cheotori netede, bisericești. Acoperișul în patru ape se întindea peste pridvor, pronaos și naos, însoțit la răsărit de un acoperiș mai jos peste mica încăpere a altarui. Altarul era decroșat și terminat în cinci laturi. Peste pronaos se ridica un turn cu foișor în prelungire, scutit de intemperii de un coif ascuțit, în patru laturi. Foișorul avea două arcade de fiecare latură, fiind dimensionat pentru două clopote mici.
Câteva inventare rămase în arhive întregesc imaginea acestei foarte vechi biserici. Astfel la 1860 se poate citi: „În parohia Nanesciloru la capetulu celu din giosu a satului este cladita Beserica parochiala prin poporeni din lemnu, tempulu zidirei Besericei acestia, ce e dedicata Nascerei Precuratei Virgurei Maria, pentru lipsa documinteloru ignoredzia. Beserica din afara cu altariu laolaltă e de 6 orgii lungă, de 2½ orgii lată și cam de 3 orgii inalta. Jertfelniculu e claditu din piatra cu icoana Nascerei Precuratei Virgurei Maria, era tabernacululu este facutu din lemnu. Altarulu este de 1½ orgii lungu și de 1.5/6 stangeni de inaltu. Altarulu, de la Beserica barbatiloru e despartitu prin iconostasulu, în care se afla făcute 2 usi stramte. In altaru suntu 3 ferestri, altarulu e intunacosu. Beserica barbatiloru e de 2 și 5/6 orgii lunga și de 2½ orgii lata și de 1 și 5/6 orgii inalta. Beserica femeiloru e de 2½ orgii lunga 1½ orgii lată. Beserica are usia grosa de lemnu cu incuitore. Turnu e adaosu de Beserica și facutu din lemnu, și cam de 5 orgii inaltu. Clopotele suntu 2, cela mai mare de 1 centenariu era celu mai micu de 50 punti. Cimitiru este de 35 orgii lungu și de 28 orgii latu.” Din descrierea de la 1860 reies dimensiunile reduse ale bisericii, aproximativ 5 m lățime și 8–9 m lungime, și ale altarului, aproximativ 3,5 m x 3,5 m. În interior se remarcă peretele iconostasului cu numai două uși de trecere spre altar, o trăsătură arhaică în Maramureș, păstrată numai la cele mai vechi biserici.
În inventarul din 1867 întocmit de protopopul Izei, Vasiliu Caracioni, se poate citi în completare despre cele două antimise aflate pe masa de lemn a altarului: „care ste pe una piatre rotunde și e acoperitu cu unu tiolu, una fatioia, unu fatiolu, tote vechi, se afla pe densulu icoana precuratei Virgurei Mariei, unu antimisu mai vechi din tempulu Episcopului Manuil Orszavsky si unu nou din tempulu Episcopului Ioan Alexi.” Despre iconostas aflăm din aceeași sursă că avea 18 icoane mici, care au fost apoi păstrate în noua biserică de lemn.